# Aleksandr Gerstenzweig
Aleksandr Daniłowicz Gerstenzweig (ros. Александр Данилович Герштенцвейг, ur. 1818, zm. 24 października 1861 w Warszawie) – rosyjski generał porucznik od 1861 roku, generał adiutant od 1859, wojskowy generał-gubernator warszawski od sierpnia 1861 roku. Pochodził z polskiej rodziny arystokratycznej o niemieckich korzeniach.

## Życiorys
W 1837 ukończył szkołę oficerską. 1848-1849 brał udział w tłumieniu powstania na Węgrzech. W 1855 mianowany generałem majorem, w 1859 generałem porucznikiem. 15 października 1861 roku dowodził akcją wtargnięcia żołnierzy rosyjskich do katedry św. Jana w Warszawie w celu spacyfikowania ludności cywilnej zebranej tam dla uczczenia rocznicy śmierci Tadeusza Kościuszki. Popełnił samobójstwo. Posiadał odznaczenia: Order Świętego Włodzimierza III i IV klasy, Order Świętej Anny I i II klasy, Order Świętego Stanisława I i III klasy, Krzyż Komandorski austriackiego Orderu Leopolda, pruski Order Orła Czerwonego II i III klasy, pruski Order Świętego Jana Jerozolimskiego.
Był wnukiem polskiego dowódcy z czasów powstania kościuszkowskiego generała Antoniego Madalińskiego.